# NGC 7380
NGC 7380 (другие обозначения — OCL 244, LBN 511) — рассеянное скопление в созвездии Цефей. Возраст скопления 4 млн лет.
Этот объект входит в число перечисленных в оригинальной редакции «Нового общего каталога».
По наблюдаемым данным, NGC 7380 всё еще находится в облаке межзвездного газа и пыли, из которого оно сформировалось. Угловые размеры скопления и связанной с ним туманности таковы, что полная Луна могла бы полностью закрыть их.